# Brachycephalus ferruginus
Brachycephalus ferruginus é uma espécie de anfíbio da família Brachycephalidae. Endêmica do Brasil, pode ser encontrada apenas no Pico Marumbi no município de Morretes, estado do Paraná.